# Gephyromantis webbi
Gephyromantis webbi är en groddjursart som först beskrevs av Alice G.C. Grandison 1953.  Gephyromantis webbi ingår i släktet Gephyromantis och familjen Mantellidae. IUCN kategoriserar arten globalt som starkt hotad. Inga underarter finns listade i Catalogue of Life.